# 1851年の相撲
1851年の相撲（1851ねんのすもう）は、1851年の相撲関係のできごとについて述べる。

## できごと
2月場所の開催中、嘉永事件が発生した。

## 興行
- 2月場所（江戸相撲）[2]
  - 興行場所:本所回向院
  - 3月30日（旧2月28日）より晴天10日間興行
    - 雨天続きで5日目限りで打ち上げ。
- 7月場所（大坂相撲）[1]
  - 興行場所:天満砂原屋敷
    - この後、同じメンバーで草津・京都錦天神・名古屋大乗院をまわる。
- 11月場所（江戸相撲）[3]
  - 興行場所:本所回向院
  - 12月13日（旧11月21日）より晴天10日間興行